# Knivholt
Knivholt (også Knivholt Herregård eller Knivholt Gård, men egentlig Knivholt Hovedgaard) er en gård beliggende umiddelbart vest for Frederikshavn ved hovedvejen til Hjørring. Gården er oprindeligt fra 1300-tallet, men har været brændt ned flere gange. Gården bliver en hovedgaard i 1419. I 1600-tallet overtages flere af gårdene af officerer fra flåden. De nuværende bygninger er fra 1700-tallet og er renoveret efter længere tids forfald i 1990erne.
Gården var under 2. verdenskrig udgangspunkt, da tyskerne opførte Flyveplads Frederikshavn. En del af flyvepladsen som besættelsesmagten byggede, var to værkstedshangarer. I den ene af dem er der i dag en udstilling om flyvepladsen.
I nærheden findes Knivholt Skov.

## Ejere
Nogle af de vigtigste slægter her på gården var: Lunge og Panter
- Niels Ovesen Panter
- 1419 Anders Jacobsen Lunge
- 1428 – 1535 Mange panthavere
- 1535 Mogens Juel
- 1590 Mogens Mogensen Juel
- Ingeborg Skeel
- 1605 Hans Axelsen Arenfeldt
- 1611 Niels Arenfeldt
- 1632 Hans Dyre
- 1679 Hans Arenfeldt
- 1702 Otte Arenfeldt
- 1720 Hans Lorents Arenfeldt
- 1753 Chr. Jensen Møenbo
- 1774 Peter Leth
- 1792 Jens Madsen Rosborg
- 1818 Christoffer Madsen Rosborg
- 1853 Carl Vilhelm Uldall
- 1883 Frits Peter Adolph Uldall
- 1902 N. Rasmussen
- 1907 C. G. Frederiksen
- 1929 C. Helmer Frederiksen
- 1965 H. Frederiksens dødsbo [1]